# Phare d'Isla Grande
Le phare de Isla Grande (en espagnol : Faro de Isla Grande) est un phare actif situé sur Isla Grande, dans la province de Colón au Panama. Il est géré par la Panama Canal Authority .

## Histoire
Isla Grande est une île peuplée au large de Punta Manzanillo (ceb). Le phare, mis en service en 1894, est situé sur le point culminant de l'île. Il est semblable au phare de Toro Point. Il se trouve à environ 80 km nord-est de l'entrée du canal de Panama, dont il marque la proximité pour les navires arrivant par l'est.
L'originale lentille de Fresnel française de deuxième ordre fabriquée par Barbier, Bénard et Turenne est exposée au Musée du canal interocéanique de Panama.

## Description
Ce phare est une tour cylindrique en acier avec quatre jambages à claire-voie, avec une galerie et une lanterne de 26 m de haut. La tour est peinte en blanc. Il émet, à une hauteur focale de 93 m, un éclat blanc de 1,5 seconde par période de 5 secondes. Sa portée est de 12 milles nautiques (environ 22 km).
Identifiant : ARLHS : PAN-026 - Amirauté : J6138 - NGA : 110-16628.
|                             |
| Lentille de Fresnel (Musée) |

### Lien connexe
- Liste des phares du Panama